# Colíder (microregio)
Colíder is een van de 22 microregio's van de Braziliaanse deelstaat Mato Grosso. Zij ligt in de mesoregio Norte Mato-Grossense en grenst aan de deelstaat Pará in het noorden, de mesoregio Nordeste Mato-Grossense in het oosten en de microregio's Sinop in het zuiden, Arinos in het zuidwesten en Alta Floresta in het westen. De microregio heeft een oppervlakte van ca. 42.462 km². Midden 2004 werd het inwoneraantal geschat op 126.471.
Acht gemeenten behoren tot deze microregio:
- Colíder
- Guarantã do Norte
- Matupá
- Nova Canaã do Norte
- Nova Guarita
- Novo Mundo
- Peixoto de Azevedo
- Terra Nova do Norte

Mesoregio's: Centro-Sul Mato-Grossense · Nordeste Mato-Grossense · Norte Mato-Grossense · Sudeste Mato-Grossense · Sudoeste Mato-Grossense

Microregio's: Alta Floresta · Alto Araguaia · Alto Guaporé · Alto Pantanal · Alto Paraguai · Alto Teles Pires · Arinos · Aripuanã · Canarana · Colíder · Cuiabá · Jauru · Médio Araguaia · Norte Araguaia · Paranatinga · Parecis · Primavera do Leste · Rondonópolis · Rosário Oeste · Sinop · Tangará da Serra · Tesouro